# عين السودة (الكسوة)
عين السودة قرية سوريّة تتبع إداريّاً لمحافظة ريف دمشق منطقة مركز ريف دمشق ناحية الكسوة، بلغ تعداد سكانها 809 نسمة حسب التعداد السكاني لعام 2004.